# Novello (Merna-Castagnevizza)
Novello (in sloveno Novelo) è un paese della Slovenia, frazione del comune di Merna-Castagnevizza.

## Geografia fisica
La località è situata sul Carso a 351,9 metri s.l.m. ed a 8,9 km dal confine italiano.

È rappresentata nella carta IGM al 25.000: 40A-IV-SE.
Le alture principali sono: Grisa di Mezzo (Griža/Srednja griža), 431 m; Grmača, 367 m.

## Storia
Dopo la caduta dell'Impero romano d'Occidente, e la parentesi del Regno ostrogoto, a seguito della Guerra gotica (553) promossa dall'imperatore Giustiniano I il suo territorio entrò a far parte dei domini bizantini.

Dopo la calata, nel 568, attraverso la Valle del Vipacco nell'Italia settentrionale dei Longobardi, seguiti poi da popolazioni slave, entrò a far parte del Ducato del Friuli (il confine tra l'Istria bizantina e il Regno longobardo era fissato su una linea poco più a sud che da Sistiana passava per Sella del Bivio).
In seguito alla caduta del regno longobardo e alla sua inclusione nei domini Franchi da parte di Carlo Magno, nel 781 entrò nel Regnum Italiae affidato da Carlo al figlio Pipino; nell'803 venne istituita la Marchia Austriae et Italiae che comprendeva il Friuli, la Carinzia, la Carniola e l'Istria. Alla morte di Pipino nell'810, il territorio passò in mano al figlio Bernardo.

Con la morte di Carlo Magno nell'814, la carica imperiale passò a Ludovico I che affidò il Regno d'Italia al suo primogenito Lotario, il quale già nell'828 (dopo aver deposto Baldrico per non aver saputo difendere le frontiere orientali dagli Slavi) divise la parte orientale del Regno, ossia la Marca Orientale (o del Friuli), in quattro contee: Verona, Friuli, Carniola e Istria (comprendente il Carso e parte della Carniola interna).
In seguito al Trattato di Verdun, nell'843, il suo territorio entrò a far parte della Lotaringia in mano a Lotario I e più specificatamente dal 846 della Marca del Friuli divenuta nel 951 Marca di Verona e Friuli.
Nel 952 l'imperatore Ottone I obbligò il re d'Italia Berengario II a rinunciare alle contee “Friuli et Istria”, unendole al Impero romano-germanico e subordinandole al ducato di Baviera tenuto dal suo fratellastro Enrico I a cui successe il figlio Enrico II. Nel 976 passò al Ducato di Carinzia appena costituito dall'imperatore Ottone II.
Dal 1027 il suo territorio fece parte del Patriarcato di Aquileia, che da quell'anno venne proclamato da Corrado II, nella dieta di Verona, “feudo immediato dell'impero” , venendo così tolto dalla dipendenza dei duchi di Carinzia; nel 1077 il Patriarcato venne innalzato (e costituito dall'imperatore Enrico IV) a Principato ecclesiastico di Aquileia, che ebbe influenza, mediante apposito diploma emesso lo stesso anno dall'imperatore, anche sulla marca di Carniola e sulla contea dell'Istria (quest'ultima già dal 1040 avente lo status di Marchia et Comitatus Histriae, e dal 1070 ceduta dall'imperatore a Marquardo IV di Eppenstein signore di Gorizia, futuro duca di Carinzia, poi morto nel 1076).
In seguito il suo territorio passò ai Conti di Gorizia, in quanto advocati del patriarca, che acquisirono gradualmente una larga parte di tali territori, frazionati in feudi minori fra i loro ministeriali, i veri e propri strumenti di governo comitale sul Carso e la vicina Istria.
Nel 1500 passò alla Casa d’Asburgo; dal 1512 la Contea di Gorizia entrò nel quindi nel Circolo austriaco del Sacro Romano Impero, per poi far parte, dal 1754, della Contea di Gorizia e Gradisca.
Con il trattato di Schönbrunn (1809) entrò a far parte delle Province Illiriche.
Col Congresso di Vienna nel 1815 rientrò in mano austriaca nel Regno d'Illiria come frazione del comune di Temenizza nel distretto di Rifembergo; sempre nello stesso comune passò poi nel 1849 sotto il profilo amministrativo al Litorale austriaco.
Durante la prima guerra mondiale era parte della linea difensiva austro-ungarica del Fronte dell’Isonzo. A sud dell'insediamento passava la Benzin-Elektrobahn, una ferrovia di guerra che collegava Duttogliano a Castagnevizza del Carso su una lunghezza di 21,8 km. Tale ferrovia serviva a rifornire le truppe austriache combattenti sul fronte dal Dosso Faiti al solco di Brestovizza. Si impiegavano motrici benzo-elettriche: il motore a scoppio era accoppiato a un generatore di corrente continua che forniva energia per i motori di trazione installati sia sulla motrice sia sui carri che costituivano il convoglio. Le motrici elettriche furono adottate per ragioni di mimetismo: i fumi del vapore avrebbero svelato la presenza dei convogli alle artiglierie italiane.
Dopo la prima guerra mondiale fu annesso al Regno d’Italia e venne congiunto alla provincia di Gorizia rimanendo nel comune di Temenizza.

In seguito all'abolizione della stessa provincia nel 1923, passò alla provincia del Friuli sempre sotto il comune di Temenizza; nel 1927 passò alla ricostituita provincia di Gorizia.
Fu soggetto alla Zona d'operazioni del Litorale adriatico (OZAK) tra il settembre 1943 e il maggio 1945 e tra il giugno 1945 e il 1947, trovandosi a ovest della Linea Morgan, fece parte della Zona A della Venezia Giulia sotto il controllo Britannico-Americano del Governo Militare Alleato (AMG); passò alla Jugoslavia e quindi alla Slovenia.